# París-Niça 2016
La París-Niça 2016 va ser la 74a edició de la cursa ciclista per etapes París-Niça. La cursa es disputà entre el 6 i el 13 de març de 2016. Aquesta fou la segona prova de l'UCI World Tour 2016, després del Tour Down Under. Els corredors haurien de superar 1.290,1 km repartits entre set etapes i un pròleg inicial.
La cursa fou guanyada pel gal·lès Geraint Thomas (Team Sky), per tan sols 4" sobre l'espanyol Alberto Contador (Team Tinkoff), que en la darrera etapa va lluitar fins al final per recuperar els 15" perduts respecte Thomas amb què l'havia començat. Richie Porte (BMC Racing Team), vencedor el 2015, fou el tercer classificat. Michael Matthews (Orica-GreenEDGE), vencedor de dues etapes i líder de la general durant cinc etapes, guanyà la classificació per punts, Antoine Duchesne (Direct Énergie) la classificació de la muntanya i el Movistar Team guanyà la classificació per equips.

## Equips
L'organitzador, Amaury Sport Organisation, comunicà quatre equips convidats de categoria continental professional, el 19 de gener de 2016: Cofidis, Direct Énergie, Delko-Marseille i Fortuneo-Vital Concept. Aquests quatre equips s'afegien als 18 equips de categoria World Tour, per totalitzar un total de 22 equips.
| Núm.    | Codi | Equip            |
| ------- | ---- | ---------------- |
| 1-8     | BMC  | BMC Racing Team  |
| 11-18   | KAT  | Team Katusha     |
| 21-28   | LAM  | Lampre-Merida    |
| 31-38   | SKY  | Team Sky         |
| 41-48   | LTS  | Lotto Soudal     |
| 51-58   | ALM  | AG2R La Mondiale |
| 61-68   | OGE  | Orica-GreenEDGE  |
| 71-78   | TNK  | Team Tinkoff     |
| 81-88   | EQS  | Etixx-Quick Step |
| 91-98   | FDJ  | FDJ              |
| 101-108 | MOV  | Movistar Team    |

| Núm.    | Codi | Equip                  |
| ------- | ---- | ---------------------- |
| 111-118 | AST  | Astana Qazaqstan Team  |
| 121-128 | TGA  | Team Giant-Alpecin     |
| 131-138 | COF  | Cofidis                |
| 141-148 | CPT  | Cannondale             |
| 151-158 | TFS  | Trek-Segafredo         |
| 161-168 | DEN  | Direct Énergie         |
| 171-178 | DDD  | Dimension Data         |
| 181-188 | TLJ  | Team LottoNL-Jumbo     |
| 191-198 | IAM  | IAM Cycling            |
| 201-208 | FVC  | Fortuneo-Vital Concept |
| 211-218 | DMP  | Delko-Marseille        |

## Recorregut
Com bé passant des del 2010 la París-Niça comença al departament d'Yvelines. En aquesta ocasió ho fa amb un pròleg de 6,1 quilòmetres pels carrers de Conflans-Sainte-Honorine. La segona etapa destaca per un petit tram de pista forestal de terra. En la tercera s'arriba al Mont Brouill, una petita però exigent ascensió de 3 km al 7,7% de mitjana. La quarta etapa és de transició de cara a les tres etapes finals que han de determinar el vencedor final. En la cinquena etapa arriba l'alta muntanya, amb una aproximació al Ventor, del qual es pugen els primers 9,5 km fins a arribar al Chalet Reynard. La sisena etapa és l'etapa figura de la reina, amb l'arribada a l'inèdit La Madone d'Utelle després de 15,3 quilòmetres d'ascensió al 5,7% de desnivell mitjà i sis ports de muntanya previs. La darrera etapa, pels voltants de Niça, torna a ser de muntanya, amb dos ports de tercera, dos de segona i dos de primera categoria.

## Favorits
A diferència de les edicions anteriors, en què cap dels primeres espases del ciclisme mundial prengué part en aquesta cursa, en aquesta edició hi pren part Alberto Contador (Team Tinkoff), que ja va guanyar les edicions de 2007 i 2010. Els altres grans aspirants a la victòria final són Richie Porte (BMC Racing Team), vencedor l'any passat, Geraint Thomas (Team Sky) vencedor de la recent Volta a l'Algarve, Tom Dumoulin (Team Giant-Alpecin), revelació en la passada Volta a Espanya, i Romain Bardet (AG2R La Mondiale).
Entre els esprintadors destaquen Alexander Kristoff (Team Katusha), Marcel Kittel (Etixx-Quick Step), André Greipel (Lotto Soudal), Nacer Bouhanni (Cofidis) i Arnaud Démare (FDJ).

## Etapes
| Etapa    | Data       | Ciutats d'etapa                                     | type                    | Distància (km) | Vencedor de l'etapa | Líder de la general |
| -------- | ---------- | --------------------------------------------------- | ----------------------- | -------------- | ------------------- | ------------------- |
| Pròleg   | 6 de març  | Conflans-Sainte-Honorine – Conflans-Sainte-Honorine | pròleg                  | 6,1            | Michael Matthews    | Michael Matthews    |
| 1a etapa | 7 de març  | Condé-sur-Vesgre – Vendôme                          | etapa plana             | 198            | Arnaud Démare       | Michael Matthews    |
| 2a etapa | 8 de març  | Contres – Comentriac                                | etapa plana             | 213,5          | Michael Matthews    | Michael Matthews    |
| 3a etapa | 9 de març  | Cucet – Mount Brouilly                              | etapa accidentada       | 168            | etapa cancel·lada   | Michael Matthews    |
| 4a etapa | 10 de març | Juliénas – Rumans d'Isèra                           | etapa plana             | 195,5          | Nacer Bouhanni      | Michael Matthews    |
| 5a etapa | 11 de març | Sent Paul de Tricastin – Saló de Provença           | etapa de mitja muntanya | 198            | Aleksei Lutsenko    | Michael Matthews    |
| 6a etapa | 12 de març | Niça – Sanctuaire de la Madone d'Utelle             | etapa de muntanya       | 177            | Ilnur Zakarin       | Geraint Thomas      |
| 7a etapa | 13 de març | Niça – Niça                                         | etapa de mitja muntanya | 134            | Tim Wellens         | Geraint Thomas      |

### Pròleg
Conflans-Sainte-Honorine - Conflans-Sainte-Honorine, 6 de març. 6,1 km (contrarellotge individual)
La París-Niça 2016 comença amb un pròleg totalment pla pels carrers de Conflans-Sainte-Honorine, en què la major dificultat serà la gestió dels revolts.
Etapa guanyada per Michael Matthews (Orica-GreenEDGE), amb un segon d'avantatge sobre Tom Dumoulin (Team Giant-Alpecin) i dos sobre Patrick Bevin (Cannondale). La victòria de Matthews va ser una mica inesperada per ser aquest el seu primer dia de competició d'aquesta temporada. El vigent vencedor de la París-Niça, Richie Porte (BMC Racing Team) finalitzà en 11a posició, a 10" de Matthews., mentre Alberto Contador (Team Tinkoff) ho va fe en 27a, a 16" del vencedor.
| Resultats del pròleg \| \| Ciclista \| Equip \| Temps \| \| -- \| ---------------------- \| --------------------- \| ------ \| \| 1 \| Michael Matthews (AUS) \| Orica-GreenEDGE \| 7' 39" \| \| 2 \| Tom Dumoulin (NED) \| Team Giant-Alpecin \| + 1" \| \| 3 \| Patrick Bevin (NZL) \| Cannondale \| + 2" \| \| 4 \| Jesús Herrada (ESP) \| Movistar Team \| + 6" \| \| 5 \| Ion Izagirre (ESP) \| Movistar Team \| + 6" \| \| 6 \| Lieuwe Westra (NED) \| Astana Qazaqstan Team \| + 7" \| \| 7 \| Geraint Thomas (GBR) \| Team Sky \| + 7" \| \| 8 \| Dries Devenyns (BEL) \| IAM Cycling \| + 8" \| \| 9 \| Sylvain Chavanel (FRA) \| Direct Énergie \| + 9" \| \| 10 \| Jérôme Coppel (FRA) \| IAM Cycling \| + 9" \| |                        |                       |        |
| | Ciclista               | Equip                 | Temps  |
| 1 | Michael Matthews (AUS) | Orica-GreenEDGE       | 7' 39" |
| 2 | Tom Dumoulin (NED)     | Team Giant-Alpecin    | + 1"   |
| 3 | Patrick Bevin (NZL)    | Cannondale            | + 2"   |
| 4 | Jesús Herrada (ESP)    | Movistar Team         | + 6"   |
| 5 | Ion Izagirre (ESP)     | Movistar Team         | + 6"   |
| 6 | Lieuwe Westra (NED)    | Astana Qazaqstan Team | + 7"   |
| 7 | Geraint Thomas (GBR)   | Team Sky              | + 7"   |
| 8 | Dries Devenyns (BEL)   | IAM Cycling           | + 8"   |
| 9 | Sylvain Chavanel (FRA) | Direct Énergie        | + 9"   |
| 10 | Jérôme Coppel (FRA)    | IAM Cycling           | + 9"   |

### Etapa 1
Condé-sur-Vesgre - Vendôme, 7 de març. 198 km
Etapa totalment plana a través dels departaments d'Yvelines, Eure i Loir i Loir i Cher, però amb un final que s'espera mogut, ja que en els darrers vint-i-cinc quilòmetres el recorregut transcorre per diferents camins de terra, per totalitzar 4,2 quilòmetres. En aquests trams de terra està situada l'única dificultat muntanyosa del dia, una petita cota de tercera que es corona en dues ocasions (km 180,5 i 194). Durant el recorregut hi ha dos esprints intermedis, als quilòmetres 104 i 184.
Etapa amb característiques de clàssica de primavera, amb forts vents, fred i neu als quals cal afegir els sectors de pistes forestals i petites cotes en els darrers 20 km de cursa. Thomas De Gendt (Lotto Soudal), Perrig Quemeneur (Direct Énergie), Steven Tronet (Fortuneo-Vital Concept) i Thierry Hupond (Delko Marseille) van protagonitzar l'escapada del dia. Aconseguiren tenir més de 10 minuts d'avantatge, fins que a manca de 50 km el Team Sky augmentà el ritme i provocà el trencament del gran grup. A 19 km de meta l'escapada va ser neutralitzada, mentre tots els favorits es mantenien al capdavant del gran grup en passar pels trams de terra. Pierre-Luc Périchon (Fortuneo–Vital Concept), Tony Gallopin Lotto Soudal o Edward Theuns (Trek-Segafredo) van intentar l'aventura en solitari, però la carrera es va acabar decidint a l'esprint. El vencedor va ser Arnaud Demare (FDJ), per davant de Ben Swift (Sky Team) i Nacer Bouhanni (Cofidis). Michael Matthews (Orica-GreenEDGE) va mantenir el liderat.
|    | Ciclista                  | Equip              | Temps      |
| -- | ------------------------- | ------------------ | ---------- |
| 1  | Arnaud Démare (FRA)       | FDJ                | 4h 29' 53" |
| 2  | Ben Swift (GBR)           | Team Sky           | m. t.      |
| 3  | Nacer Bouhanni (FRA)      | Cofidis            | m. t.      |
| 4  | Adrien Petit (FRA)        | Direct Énergie     | m. t.      |
| 5  | Michael Matthews (AUS)    | Orica-GreenEDGE    | m. t.      |
| 6  | Tom Boonen (BEL)          | Etixx-Quick Step   | m. t.      |
| 7  | Sep Vanmarcke (BEL)       | Team LottoNL-Jumbo | m. t.      |
| 8  | Simon Geschke (GER)       | Team Giant-Alpecin | m. t.      |
| 9  | Jonas Van Genechten (BEL) | IAM Cycling        | m. t.      |
| 10 | Geraint Thomas (GBR)      | Team Sky           | m. t.      |

|    | Ciclista               | Equip                 | Temps      |
| -- | ---------------------- | --------------------- | ---------- |
| 1  | Michael Matthews (AUS) | Orica-GreenEDGE       | 4h 37' 30" |
| 2  | Tom Dumoulin (NED)     | Team Giant-Alpecin    | + 3"       |
| 3  | Patrick Bevin (NZL)    | Cannondale            | + 4"       |
| 4  | Ion Izagirre (ESP)     | Movistar Team         | + 8"       |
| 5  | Geraint Thomas (GBR)   | Team Sky              | + 8"       |
| 6  | Lieuwe Westra (NED)    | Astana Qazaqstan Team | + 9"       |
| 7  | Dries Devenyns (BEL)   | IAM Cycling           | + 10"      |
| 8  | Richie Porte (AUS)     | BMC Racing Team       | + 12"      |
| 9  | Arnaud Démare (FRA)    | FDJ                   | + 14"      |
| 10 | Wilco Kelderman (NED)  | Team LottoNL-Jumbo    | + 15"      |

### Etapa 2
Contres - Comentriac, 8 de març. 213,5 km
Nova etapa plana, amb esprints intermedis als quilòmetres 25 i 196,5, en el primer pas per la línia d'arribada. L'única dificultat muntanyosa del dia és la cota d'Estivareilles (1,7 km al 6,2%), de tercera categoria, que es corona al km 164. Durant l'etapa es passa pels departaments de Loir i Cher, Indra, Cher i Allier.
Etapa marcada per la polèmica arribada, en què una maniobra antireglamentària de Nacer Bouhanni (Cofidis) provocà la seva desqualificació i que aquesta fos per al líder Michael Matthews (Orica-GreenEDGE). Amb aquesta victòria amplià les diferències respecte a la resta de rivals. Anteriorment l'etapa havia estat marcada per una llarga escapada de més de 200 km formada per Evaldas Šiškevičius (Delko-Marseille), Anthony Delaplace (Fortuneo-Vital Concept), Matthias Brändle (IAM Cycling) i Tsgabu Grmay (Lampre-Merida) que fou neutralitzada a 12 quilòmetres de l'arribada.
|    | Ciclista                  | Equip           | Temps      |
| -- | ------------------------- | --------------- | ---------- |
| 1  | Michael Matthews (AUS)    | Orica-GreenEDGE | 5h 04' 26" |
| 2  | Niccolo Bonifazio (ITA)   | Trek-Segafredo  | m. t.      |
| 3  | Nacer Bouhanni (FRA)      | Cofidis         | m. t.      |
| 4  | Alexander Kristoff (NOR)  | Team Katusha    | + 1"       |
| 5  | Arnaud Démare (FRA)       | FDJ             | + 1"       |
| 6  | Ben Swift (GBR)           | Team Sky        | + 1"       |
| 7  | André Greipel (GER)       | Lotto Soudal    | + 1"       |
| 8  | Wouter Wippert (NED)      | Cannondale      | + 1"       |
| 9  | Adrien Petit (FRA)        | Direct Énergie  | + 1"       |
| 10 | Jonas Van Genechten (BEL) | IAM Cycling     | + 1"       |

|    | Ciclista               | Equip                 | Temps      |
| -- | ---------------------- | --------------------- | ---------- |
| 1  | Michael Matthews (AUS) | Orica-GreenEDGE       | 9h 41' 46" |
| 2  | Tom Dumoulin (NED)     | Team Giant-Alpecin    | + 14"      |
| 3  | Patrick Bevin (NZL)    | Cannondale            | + 19"      |
| 4  | Ion Izagirre (ESP)     | Movistar Team         | + 19"      |
| 5  | Geraint Thomas (GBR)   | Team Sky              | + 19"      |
| 6  | Lieuwe Westra (NED)    | Astana Qazaqstan Team | + 24"      |
| 7  | Dries Devenyns (BEL)   | IAM Cycling           | + 25"      |
| 8  | Arnaud Démare (FRA)    | FDJ                   | + 25"      |
| 9  | Rafał Majka (POL)      | Team Tinkoff          | + 27"      |
| 10 | Richie Porte (AUS)     | BMC Racing Team       | + 27"      |

### Etapa 3
Cuçac - Mont Brouilly, 9 de març. 168 km
Etapa de mitja muntanya, amb cinc ports de tercera categoria (km59,5; 79,5; 96,5; 112 i 117; i un de segona, el Mont Brouilly, que tot i que es puja en dues ocasions, al km 136 i l'arribada, sols puntua la primera vegada. Aquest port final, de tan sols 3 km, però al 7,7% i el darrer quilòmetre supera el 9%, ha de marcar les primeres diferències clares entre els favorits. Els esprints intermedis estan situats als quilòmetres 84 i 142,5. Durant l'etapa es passa pels departaments de l'Allier, Loira, Saona i Loira i Roine.
Una forta nevada obligà a suspendre l'etapa. En un primer moment el jurat decidí neutralitzar l'etapa al km 70 per reprendre-la a Villié-Morgon, km 125, però finalment l'estat de les carreteres va fer optar per la suspensió. En el moment de la suspensió cinc ciclistes es trobaven escapats amb 3' 10" sobre el gran grup: De Gendt, Gougeard, Lutsenko, Didier i Herrada. Els temps no foren tinguts en compte, però sí els punts als esprints i ports de muntanya superats.

### Etapa 4
Juliénas - Rumans, 10 de març. 195,5 km
Etapa de transició camí del Mediterrani a l'espera de l'arribada de l'alta muntanya en les darreres tres etapes. Dos ports de tercera (km 19,5 i 108) i un de segona, a manca de 23 km per l'arribada hauran de ser superats pels corredors. Els esprints intermedis estan situats als quilòmetres 80,5 i 143,5 i durant l'etapa es passa pels departaments del Roine, Loira, Ardecha i Droma.
Una escapada formada al quilòmetre 6 per Thomas Voeckler (Direct Énergie), Matthew Brammeier (Dimension Data), Florian Vachon (Fortuneo-Vital Concept) i Evaldas Šiškevičius (Delko-Marseille) aconseguí fins a quatre minuts sobre el gran grup, però en tot moment va estar controlada pels equips dels esprintadors. Un cop neutralitzats foren diversos els ciclistes que ho intentaren en solitari, entre ells Delio Fernández (Direct Énergie). Finalment l'etapa es decidí a l'esprint i Nacer Bouhanni en fou el vencedor. Michael Matthews (Orica-GreenEDGE) conserva el liderat.
|    | Ciclista                 | Equip              | Temps      |
| -- | ------------------------ | ------------------ | ---------- |
| 1  | Nacer Bouhanni (FRA)     | Cofidis            | 5h 04' 26" |
| 2  | Edward Theuns (BEL)      | Trek-Segafredo     | m. t.      |
| 3  | André Greipel (GER)      | Lotto Soudal       | m. t.      |
| 4  | Alexander Kristoff (NOR) | Team Katusha       | m. t.      |
| 5  | Michael Matthews (AUS)   | Orica-GreenEDGE    | m. t.      |
| 6  | Ben Swift (GBR)          | Team Sky           | m. t.      |
| 7  | Nikolas Maes (BEL)       | Etixx-Quick Step   | m. t.      |
| 8  | Tony Gallopin (FRA)      | Lotto Soudal       | m. t.      |
| 9  | Youcef Reguigui (ALG)    | Dimension Data     | m. t.      |
| 10 | Roy Curvers (NED)        | Team Giant-Alpecin | m. t.      |

|    | Ciclista               | Equip                 | Temps       |
| -- | ---------------------- | --------------------- | ----------- |
| 1  | Michael Matthews (AUS) | Orica-GreenEDGE       | 14h 24' 15" |
| 2  | Tom Dumoulin (NED)     | Team Giant-Alpecin    | + 14"       |
| 3  | Patrick Bevin (NZL)    | Cannondale            | + 19"       |
| 4  | Ion Izagirre (ESP)     | Movistar Team         | + 19"       |
| 5  | Geraint Thomas (GBR)   | Team Sky              | + 19"       |
| 6  | Lieuwe Westra (NED)    | Astana Qazaqstan Team | + 24"       |
| 7  | Dries Devenyns (BEL)   | IAM Cycling           | + 25"       |
| 8  | Rafał Majka (POL)      | Team Tinkoff          | + 27"       |
| 9  | Richie Porte (AUS)     | BMC Racing Team       | + 27"       |
| 10 | Tim Wellens (BEL)      | Lotto Soudal          | + 28"       |

### Etapa 5
Sant Paul de Tricastin - Selon, 11 de març. 198 km
Primer tast amb l'alta muntanya, amb l'ascensió dels primers nou quilòmetres i mig del Ventor, fins a la cota 1.435 del Chalet Reynard. Tot i estar situat al km 71,5, la duresa de l'ascensió, amb una mitjana superior al 9%, marcarà l'etapa. Una cota de tercera prèvia (km 49,5) i tres de segona, als quilòmetres 131, 162 i 169,5 completen les dificultats muntanyoses. Els esprints intermedis estan situats als quilòmetres 23,5 i 141 i durant l'etapa es passa pels departaments del Droma, Valclusa i Boques del Roine.
En els primers quilòmetres es forma una nombrosa escapada entre els quals hi ha Jesús Herrada (Team Katusha), que corona en primera posició el coll del Chalet Reynard i aconsegueix el liderat de la muntanya. En la darrera ascensió del dia Alexey Lutsenko (Team Katusha) s'escapà del gran grup i enllaçà amb Antoine Duchesne (Direct Énergie), darrer dels membres de l'escapada inicial. Poc després el deixà enrere i marxà en solitari cap a la victòria. Lutsenko sols aconseguí 40" sobre el gran grup, però foren suficients per aconseguir la victòria en solitari. Michael Matthews (Orica-GreenEDGE) conserva el liderat.
|    | Ciclista                 | Equip                 | Temps      |
| -- | ------------------------ | --------------------- | ---------- |
| 1  | Alexey Lutsenko (KAZ)    | Astana Qazaqstan Team | 5h 00' 26" |
| 2  | Alexander Kristoff (NOR) | Team Katusha          | + 21"      |
| 3  | Michael Matthews (AUS)   | Orica-GreenEDGE       | + 21"      |
| 4  | Davide Cimolai (ITA)     | Lampre-Merida         | + 21"      |
| 5  | Sep Vanmarcke (NED)      | Team LottoNL-Jumbo    | + 21"      |
| 6  | Pieter Serry (BEL)       | Etixx-Quick Step      | + 21"      |
| 7  | Vicenç Reynés (ESP)      | IAM Cycling           | + 21"      |
| 8  | Leonardo Duque (COL)     | Delko-Marseille       | + 21"      |
| 9  | Oliver Naesen (BEL)      | IAM Cycling           | + 21"      |
| 10 | Arnold Jeannesson (FRA)  | Cofidis               | + 21"      |

|    | Ciclista                 | Equip                 | Temps       |
| -- | ------------------------ | --------------------- | ----------- |
| 1  | Michael Matthews (AUS)   | Orica-GreenEDGE       | 19h 24' 58" |
| 2  | Alexander Kristoff (NOR) | Team Katusha          | + 6"        |
| 3  | Tom Dumoulin (NED)       | Team Giant-Alpecin    | + 18"       |
| 4  | Patrick Bevin (NZL)      | Cannondale            | + 23"       |
| 5  | Ion Izagirre (ESP)       | Movistar Team         | + 23"       |
| 6  | Geraint Thomas (GBR)     | Team Sky              | + 23"       |
| 7  | Lieuwe Westra (NED)      | Astana Qazaqstan Team | + 28"       |
| 8  | Dries Devenyns (BEL)     | IAM Cycling           | + 29"       |
| 9  | Rafał Majka (POL)        | Team Tinkoff          | + 31"       |
| 10 | Richie Porte (AUS)       | BMC Racing Team       | + 31"       |

### Etapa 6
Niça - Utèla, 12 de març. 177 km
Etapa reina de la present edició, amb set ports de muntanya durant el seu recorregut, tot a través del departament dels Alps Marítims. Només començar es puja la cota de Gattières (4,5 km al 4,8%), de segona categoria, que es corona al km 10. Al km 50 es corona la cota de Coursegoules (11,5 km al 4,4%), de segona, i poc després es passa peñ primer esprint intermedi (km 52,5). Un llarg descens durà els ciclistes fins a Roquestéron-Grasse, al km 83, on la carretera torna a enfilar-se. La cota de Sigale (7,3 km al 4,9%), de segona, enllaça amb la cotae d'Ascros (8,5 km al 5,4%), de primera categoria i que es corona al km 106,5. Després d'un llarg descens fins gairebé el nivell del mar arriben tres ascensions encadenades en els 40 km finals. La cota de Levens (6,2 km al 5,5%, km 145) i la cota de Duranus (1,6 km al 8,4%, km 157), previ pas pel segon esprint (km 148,5), donen lloc a l'ascensió final a la Madonne d'Utèla (15,3 km al 5,7%).
|    | Ciclista               | Equip            | Temps      |
| -- | ---------------------- | ---------------- | ---------- |
| 1  | Ilnur Zakarin (RUS)    | Team Katusha     | 4h 45' 11" |
| 2  | Geraint Thomas (GBR)   | Team Sky         | m. t.      |
| 3  | Alberto Contador (ESP) | Team Tinkoff     | + 1"       |
| 4  | Richie Porte (AUS)     | BMC Racing Team  | + 7"       |
| 5  | Sergio Henao (COL)     | Team Sky         | + 10"      |
| 6  | Simon Yates (GBR)      | Orica-GreenEDGE  | + 20"      |
| 7  | Rui Costa (POR)        | Lampre-Merida    | + 31"      |
| 8  | Romain Bardet (FRA)    | AG2R La Mondiale | + 31"      |
| 9  | Ion Izagirre (ESP)     | Movistar Team    | + 31"      |
| 10 | Tony Gallopin (FRA)    | Lotto Soudal     | + 31"      |

|    | Ciclista               | Equip              | Temps       |
| -- | ---------------------- | ------------------ | ----------- |
| 1  | Geraint Thomas (GBR)   | Team Sky           | 24h 10' 26" |
| 2  | Alberto Contador (ESP) | Team Tinkoff       | + 15"       |
| 3  | Ilnur Zakarin (RUS)    | Team Katusha       | + 20        |
| 4  | Richie Porte (AUS)     | BMC Racing Team    | + 21"       |
| 5  | Tom Dumoulin (NED)     | Team Giant-Alpecin | + 32"       |
| 6  | Ion Izagirre (ESP)     | Movistar Team      | + 37"       |
| 7  | Sergio Henao (COL)     | Team Sky           | + 39"       |
| 8  | Simon Yates (GBR)      | Orica-GreenEDGE    | + 44"       |
| 9  | Tony Gallopin (FRA)    | Lotto Soudal       | + 51"       |
| 10 | Romain Bardet (FRA)    | AG2R La Mondiale   | + 1' 00"    |

### Etapa 7
Niça - Niça, 13 de març. 134 km
Etapa curta i intensa pels voltants de Niça, amb el pas per sis ports de muntanya, dos de tercera (km 33 i 41), dos de segona (km 55,5 i 69,5) i dos de primera (km 86,5 i 118,5), el darrer d'ells, el coll d'Eze, a tan sols 15 km per a l'arribada al passeig marítim, que ha de servir per determinar la classificació final.
Etapa en què Alberto Contador i tot el Team Tinkoff intentà, sense sort, dinamitar la cursa, amb dos atacs que posaren contra les cordes al líder Geraint Thomas. Primer atacà en el tram central de l'etapa, i amb l'ajuda de tres companys d'equip arribà a tenir més d'un minut, sobre Thomas, però poc abans de començar l'ascensió al coll d'Eze foren neutralitzats. Aquest darrer port es va pujar a un fort ritme i Contador tornà a deixar enrere a Thomas. En el seu descens, junt a Richie Porte (BMC Racing Team), enllaçà amb Tim Wellens (Lotto Soudal), darrer supervivent d'una nombrosa escapada que s'havia format en els primers quilòmetres d'etapa i plegats es presentaren a l'arribada. Wellens fou el més ràpid i s'imposà en l'etapa. Finalment Thomas resistí l'escomesa de Contador i salvà el liderat per tan sols 4 segons.
|    | Ciclista                | Equip            | Temps      |
| -- | ----------------------- | ---------------- | ---------- |
| 1  | Tim Wellens (BEL)       | Lotto Soudal     | 3h 16' 09" |
| 2  | Alberto Contador (ESP)  | Team Tinkoff     | m. t.      |
| 3  | Richie Porte (AUS)      | BMC Racing Team  | m. t.      |
| 4  | Tony Gallopin (FRA)     | Lotto Soudal     | + 5"       |
| 5  | Simon Yates (GBR)       | Orica-GreenEDGE  | + 5"       |
| 6  | Arnold Jeannesson (FRA) | Cofidis          | + 5"       |
| 7  | Rui Costa (POR)         | Lampre-Merida    | + 5"       |
| 8  | Jesús Herrada (ESP)     | Movistar Team    | + 5"       |
| 9  | Romain Bardet (FRA)     | AG2R La Mondiale | + 5"       |
| 10 | Ion Izagirre (ESP)      | Movistar Team    | + 5"       |

|    | Ciclista               | Equip            | Temps       |
| -- | ---------------------- | ---------------- | ----------- |
| 1  | Geraint Thomas (GBR)   | Team Sky         | 27h 26' 40" |
| 2  | Alberto Contador (ESP) | Team Tinkoff     | + 4"        |
| 3  | Richie Porte (AUS)     | BMC Racing Team  | + 12"       |
| 4  | Ilnur Zakarin (RUS)    | Team Katusha     | + 20"       |
| 5  | Ion Izagirre (ESP)     | Movistar Team    | + 37"       |
| 6  | Sergio Henao (COL)     | Team Sky         | + 44"       |
| 7  | Simon Yates (GBR)      | Orica-GreenEDGE  | + 44"       |
| 8  | Tony Gallopin (FRA)    | Lotto Soudal     | + 51"       |
| 9  | Romain Bardet (FRA)    | AG2R La Mondiale | + 1' 00"    |
| 10 | Rui Costa (POR)        | Lampre-Merida    | + 1' 07"    |

## Classificacions finals

### Classificació general
|    | Ciclista               | Equip            | Temps       |
| -- | ---------------------- | ---------------- | ----------- |
| 1  | Geraint Thomas (GBR)   | Team Sky         | 27h 26' 40" |
| 2  | Alberto Contador (ESP) | Team Tinkoff     | + 4"        |
| 3  | Richie Porte (AUS)     | BMC Racing Team  | + 12"       |
| 4  | Ilnur Zakarin (RUS)    | Team Katusha     | + 20"       |
| 5  | Ion Izagirre (ESP)     | Movistar Team    | + 37"       |
| 6  | Sergio Henao (COL)     | Team Sky         | + 44"       |
| 7  | Simon Yates (GBR)      | Orica-GreenEDGE  | + 44"       |
| 8  | Tony Gallopin (FRA)    | Lotto Soudal     | + 51"       |
| 9  | Romain Bardet (FRA)    | AG2R La Mondiale | + 1' 00"    |
| 10 | Rui Costa (POR)        | Lampre-Merida    | + 1' 07"    |

### Classificacions secundàries
|   | Ciclista               | Equip           | Punts |
| - | ---------------------- | --------------- | ----- |
| 1 | Michael Matthews (AUS) | Orica-GreenEDGE | 53    |
| 2 | Alberto Contador (ESP) | Team Tinkoff    | 23    |
| 3 | Ben Swift (GBR)        | Team Sky        | 22    |

|   | Ciclista               | Equip          | Punts |
| - | ---------------------- | -------------- | ----- |
| 1 | Antoine Duchesne (CAN) | Direct Énergie | 78    |
| 2 | Jesús Herrada (ESP)    | Movistar Team  | 51    |
| 3 | Thomas de Gendt (BEL)  | Lotto Soudal   | 49    |

#### Classificació per equips
|   | Equip                 | Temps       |
| - | --------------------- | ----------- |
| 1 | Movistar Team         | 82h 30' 40" |
| 2 | Astana Qazaqstan Team | + 41"       |
| 3 | Team Sky              | + 3' 01"    |

### UCI World Tour
La París-Niça atorga punts per l'UCI World Tour 2016 sols als ciclistes dels equips de categoria World Tour.
| Posició               | 1r  | 2n | 3r | 4t | 5è | 6è | 7è | 8è | 9è | 10è |
| Classificació general | 100 | 80 | 70 | 60 | 50 | 40 | 30 | 20 | 10 | 4   |
| Per etapa             | 6   | 4  | 2  | 1  | 1  |    |    |    |    |     |

| #  | Ciclista               | Equip            | Punts |
| -- | ---------------------- | ---------------- | ----- |
| 1  | Geraint Thomas (GBR)   | Team Sky         | 104   |
| 2  | Alberto Contador (ESP) | Team Tinkoff     | 96    |
| 3  | Richie Porte (AUS)     | BMC Racing Team  | 73    |
| 4  | Ilnur Zakarin (RUS)    | Team Katusha     | 66    |
| 5  | Ion Izagirre (ESP)     | Movistar Team    | 51    |
| 6  | Sergio Henao (COL)     | Team Sky         | 41    |
| 7  | Simon Yates (GBR)      | Orica-GreenEDGE  | 31    |
| 8  | Tony Gallopin (FRA)    | Lotto Soudal     | 21    |
| 9  | Michael Matthews (AUS) | Orica-GreenEDGE  | 16    |
| 10 | Romain Bardet (FRA)    | AG2R La Mondiale | 10    |

## Evolució de les classificacions
| Etapa | Vencedor         | Classificació general | Classificació per punts | Classificació de la muntanya | Classificació per equips |
| ----- | ---------------- | --------------------- | ----------------------- | ---------------------------- | ------------------------ |
| P     | Michael Matthews | Michael Matthews      | Michael Matthews        | no entregat                  | Movistar Team            |
| 1     | Arnaud Démare    | Michael Matthews      | Michael Matthews        | Ion Izagirre                 | Movistar Team            |
| 2     | Michael Matthews | Michael Matthews      | Michael Matthews        | Ion Izagirre                 | Movistar Team            |
| 3     | etapa suspesa    | Michael Matthews      | Michael Matthews        | Ion Izagirre                 | Movistar Team            |
| 4     | Nacer Bouhanni   | Michael Matthews      | Michael Matthews        | Evaldas Šiškevičius          | Movistar Team            |
| 5     | Alexey Lutsenko  | Michael Matthews      | Michael Matthews        | Jesús Herrada                | Astana Pro Team          |
| 6     | Ilnur Zakarin    | Geraint Thomas        | Michael Matthews        | Antoine Duchesne             | Team Sky                 |
| 7     | Tim Wellens      | Geraint Thomas        | Michael Matthews        | Antoine Duchesne             | Movistar Team            |
| Final | Final            | Geraint Thomas        | Michael Matthews        | Antoine Duchesne             | Movistar Team            |